# NGC 2695
NGC 2695 је лентикуларна галаксија у сазвежђу Хидра која се налази на NGC листи објеката дубоког неба.
Деклинација објекта је - 3° 4' 1" а ректасцензија 8h 54m 27,0s. Привидна величина (магнитуда) објекта NGC 2695 износи 11,9 а фотографска магнитуда 12,9. Налази се на удаљености од 35,075 милиона парсека од Сунца. NGC 2695 је још познат и под ознакама MCG 0-23-10, CGCG 5-25, PGC 25003.